# Grand-Popo
Grand-Popo è una città situata nel dipartimento di Mono nello Stato del Benin con 45 146 abitanti (stima 2006).